# Forța Al-Quds
Forța Al-Quds (persană سپاه قدس sepāh-e qods; Al-Quds este denumirea islamică a Ierusalimului)  este o unitate din Corpul Gărzii Revoluționare Islamice din Iran (IRGC), specializată în operațiuni de război neconvenționale și informații militare . Generalul de război al armatei americane, Stanley A. McChrystal, descrie Forța Quds ca o organizație aproximativ analogă unei combinații între CIA și Comandamentul comun pentru operațiuni speciale (JSOC) din Statele Unite.  Responsabilă pentru operațiuni extrateritoriale,  Forța Quds sprijină actorii non-statali în multe țări, printre care Hezbollah libanez, Hamas și Jihadul islamic palestinian din Fâșia Gaza și Cisiordania, Houthis din Yemen și miliții șiite din Irak, Siria și Afganistan.  
Analiștii estimează că Quds are 10.000-20.000 de membri. Forța Quds se raportează direct la liderul suprem al Iranului, Ayatollah Khamenei. 

## Istorie și misiuni
Forța Quds a fost creată în timpul războiului Iran-Irak ca o unitate specială a forțelor mai largi ale IRGC. Are misiunea de a elibera presupusul „pământ musulman”, în special Al-Quds,  care este numele arab al Ierusalimului. 
Atât în timpul războiului, cât și după acesta, a oferit sprijin kurzilor care luptau cu Saddam Hussein. În 1982, o unitate Quds a fost dislocată în Liban, unde a asistat geneza Hezbollahului. De asemenea, Forța și-a extins operațiunile în Afganistanul vecin, inclusiv asistența pentru Shi'a Hezbe Wahdat a lui Abdul Ali Mazari în anii 1980 împotriva guvernului lui Mohammad Najibullah.  
Al-Quds a început apoi să finanțeze și să sprijine Alianța de Nord a lui Ahmad Shah Massoud împotriva talibanilor. Cu toate acestea, în ultimii ani, se presupune că Forța Quds a ajutat și îndrumat insurgenții talibani împotriva administrației Karzai susținută de NATO.       Au fost raportate, de asemenea, că unitatea a acordat sprijin musulmanilor bosniaci care luptă cu sârbii bosniaci în timpul războaielor iugoslave .   
Potrivit ziarului egiptean Al-Ahram, fostul președinte iranian Mahmoud Ahmadinejad a ajutat la finanțarea Forței Quds în timp ce era staționat la garnizoana Ramazan din apropierea Irakului, la sfârșitul anilor '80. 
În ianuarie 2010, potrivit Institutului Washington pentru Politica Orientului Apropiat, misiunea Forței Quds a fost extinsă, iar Forța împreună cu Hezbollah au început o nouă campanie de atacuri care vizează nu numai SUA și Israel, ci și alte state occidentale. 
În ianuarie 2020, comandantul general al Qudsemului Major Qasem Soleimani a fost ucis în urma unei lovituri aeriene la o instalație militară din apropierea Aeroportului Internațional Bagdad. 

## Organizare

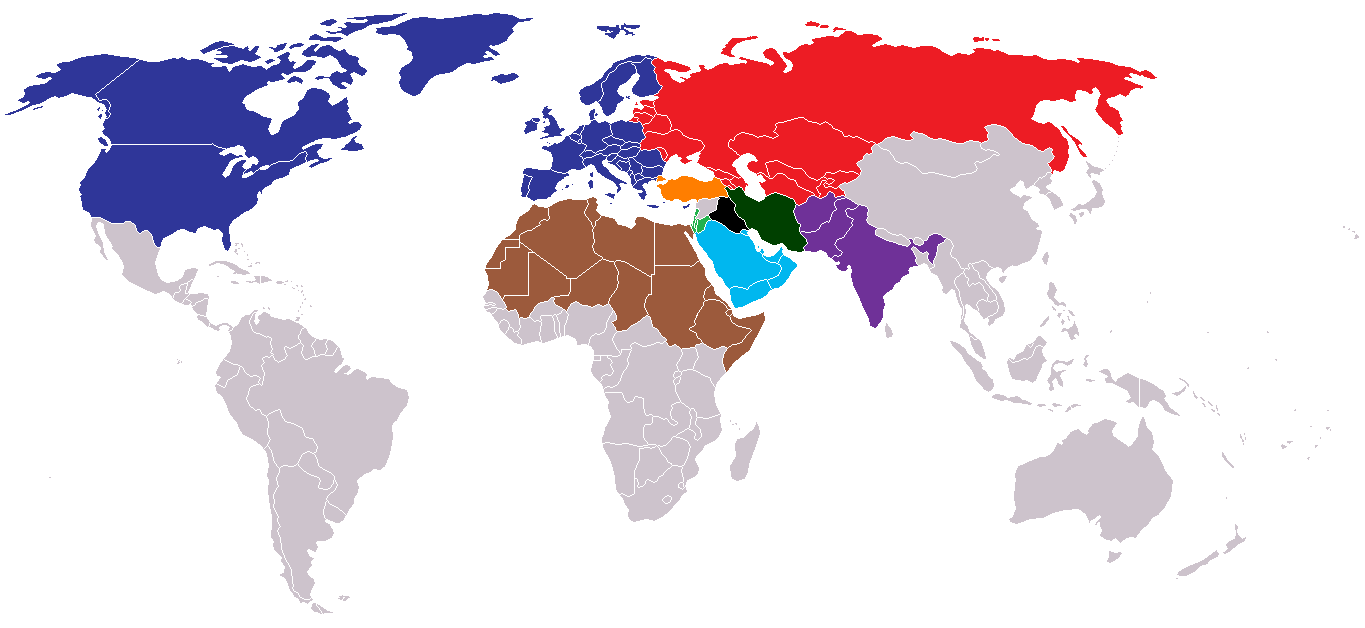
Opt direcții ale operațiunilor forței Quds

Forța este descrisă drept „activă în zeci de țări”.  Potrivit fostului ofițer de informații al armatei americane David Dionisi, forța Quds este organizată în opt direcții diferite, pe baza locației geografice: 
- Țările occidentale (inclusiv fostul bloc din Europa de Est )
- Țările din fosta Uniune Sovietică
- Irak
- Afganistan, Pakistan și India
- Israel, Liban și Iordania
- Turcia
- Africa de Nord
- Peninsula Arabică

Potrivit jurnalistului Dexter Filkins, membrii forței sunt „împărțiți în combatanți și cei care antrenează și supraveghează activele străine”, iar forța este împărțită în ramuri care se concentrează pe „informații, finanțe, politică, sabotaj și operațiuni speciale”. Membrii sunt aleși atât pentru abilitatea lor, cât și pentru „fidelitatea doctrinei Revoluției Islamice”. 
În plus, Dionisi afirmă în cartea sa americană Hiroshima că sediul Forței Quds iraniene pentru operațiunile din Irak a fost mutat în 2004 la granița Iran-Irak pentru a supraveghea mai bine activitățile din Irak.  Forța Quds are și un sediu în fostul complex al SUA   Ambasada, care a fost depășită în 1979 . 
Potrivit lui Filkins și generalului american Stanley A. McChrystal, Forța Quds a „inundat” Irakul cu „ proiectile explozive ” sub forma unor bile de aramă  topite capabile să pătrundă armuri și care au reprezentat „aproape 20%” din decesele în rândul soldaților americani în Irak (adică sute). În septembrie 2007, la câțiva ani de la publicarea American Hiroshima: The Motives Why and a Call to Cons consolid consolid America Democracy in July 2006, generalul David Petraeus a raportat Congresului că Forța Quds a părăsit Irakul. Petraeus a spus: „Forța Quds în sine, credem, în mare parte, acei indivizi au fost scoși din țară, la fel ca și instructorii libanzi Hezbollah care erau folosiți pentru a mări această activitate”. 
La 7 iulie 2008, jurnalistul Seymour Hersh a scris un articol în The New Yorker, dezvăluind că președintele Bush a semnat o constatare prezidențială care autoriza CIA și Comandamentul pentru operațiuni speciale comune să efectueze operațiuni paramilitare transfrontaliere dinspre Irak și Afganistan în Iran. Aceste operațiuni ar fi împotriva Forței Quds și a „țintelor de mare valoare”. "Constatarea s-a concentrat pe subminarea ambițiilor nucleare ale Iranului și pe încercarea de a submina guvernul prin schimbarea regimului", a spus o persoană familiarizată cu conținutul acesteia și a implicat "lucrul cu grupurile de opoziție". 

### Mărimea
Mărimea forței Quds nu este cunoscută, unii experți considerând că Forța Quds numără nu mai mult de 2.000 de oameni, cu 800 de operatori de bază, iar alții spunând că ar putea număra oriunde de la 3.000 la 50.000. 

### Finanțare
Companiile controlate de Forța Quds mențin relații bancare cu Banca Kunlun, o filială a Corporației Naționale a Petrolului din China. 

### Analiza exterioară
În timp ce raportează direct liderului suprem al Iranului, există dezbateri cu privire la modul în care funcționează în mod independent Forța Quds. 
Mahan Abedin, director de cercetare la Centrul pentru Studiul Terorismului din Londra (și redactor al Islamism Digest ), consideră că unitatea nu este independentă: „Forța Quds, deși este un departament extrem de specializat, este supusă unei stricte discipline de fier. Este controlată complet de ierarhia militară a IRGC, iar IRGC este controlată foarte strâns de cele mai înalte niveluri ale administrației din Iran". 
Conform unui raport din Los Angeles Times, în opinia lui Abedin, „este  o forță foarte capabilă - oamenii lor sunt extrem de talentați [și] au tendința de a fi cei mai buni oameni din IRGC”.

## Activități
Forța Quds antrenează și echipează grupuri revoluționare islamice străine din Orientul Mijlociu. Instrucția paramilitară oferită de Forța Quds are loc de obicei în Iran sau Sudan. Recruții străini sunt transportați din țările lor de origine în Iran pentru a fi instruiți. Forța Quds joacă uneori un rol mai direct în operațiunile militare ale forțelor pe care le antrenează, inclusiv în planificarea unui atac și în alte consilieri militare specifice. 

### Afganistan
Începând cu 1979, Iranul a sprijinit forțele șiite Hezbe Wahdat împotriva guvernului afgan al lui Mohammad Najibullah. Când Najibullah a fost demis din funcția de președinte în 1992, Iranul a continuat să sprijine Hezbe Wahdat împotriva altor grupări de miliție afgană.                                                                Când talibanii au preluat Afganistanul în 1996, Hezbe Wahdat și-a pierdut fondatorul și liderul principal, Abdul Ali Mazari, astfel încât grupul s-a alăturat Alianței de Nord a lui Ahmad Shah Massoud. Iranul a început să sprijine Alianța Nordului împotriva talibanilor, care au fost susținuți de Pakistan și lumea arabă. În 1999, după ce mai mulți diplomați iranieni au fost uciși de talibani în Mazar-e Sharif, Iranul a ajuns aproape într-un război cu talibanii.  

Se presupune că Forța Quds a luptat alături de Statele Unite și Alianța de Nord în lupta pentru Herat. Cu toate acestea, în ultimii ani Iranul este acuzat că a ajutat și i-a instruit pe insurgenții talibani împotriva administrației Karzai, susținută de NATO. Armele fabricate de Iran, inclusiv dispozitive explozive puternice, sunt adesea găsite în Afganistan. 
„Am interzis un transport, fără îndoială al  Forțelor Quds ale Gărzii Revoluționare prin intermediul unui cunoscut facilitator taliban. Trei dintre indivizi au fost uciși... Iranienii consideră cu siguranță ca ne fac viața mai grea dacă Afganistanul este instabil. Nu avem o astfel de relație cu iranienii. De aceea sunt deosebit de tulburat de interceptarea armelor care provin din Iran. Dar știm că e vorba de mult mai mult decât de arme; este vorba de bani; este vorba, de asemenea, conform unor rapoarte, și de formarea în tabere iraniene, ”—General David Petraeus
 În martie 2012, Najibullah Kabuli, liderul Frontului Național de Participare (NPF) din Afganistan, a acuzat trei lideri superiori ai Gărzilor Revoluționare din Iran că au complotat să-l asasineze. Unii membri ai Parlamentului afgan acuză Iranul că a înființat baze talibane în mai multe orașe iraniene și că „Iranul este implicat direct în gestionarea tensiunilor etnice, lingvistice și sectare din Afganistan”. Există rapoarte despre Gărzile Revoluționare ale Iranului care îi antrenează pe afgani în Iran pentru a efectua atacuri teroriste în Afganistan. 
„În prezent, Gărzile Revoluționare recrutează tineri pentru activități teroriste în Afganistan și încearcă să reînvie Hezb-i-Islami Afganistan condus de Gulbuddin Hekmatyar și grupurile talibane.”—Syed Kamal, autodeclarat agent al Gărzilor Revoluționare iraniene și membru al Sipah-i-Mohmmad

### India
În urma unui atac asupra unui diplomat israelian în India în februarie 2012, Poliția din Delhi a susținut la acea vreme că membri ai Corpului Gărzii Revoluționare Iraniene au avut o anumită implicare. Acest lucru a fost ulterior confirmat în iulie 2012, după ce un raport al Poliției din Delhi a găsit dovezi că membrii Corpului Gărzii Revoluționare Iraniene au fost implicați în atacul cu bombă din 13 februarie din Capitală. 

### Statele Unite
La 11 octombrie 2011, Administrația Obama a dezvăluit afirmațiile guvernului Statelor Unite, conform cărora Forța Quds a fost implicată în complotul pentru a-l asasina pe ambasadorul Arabiei Saudite în Statele Unite ale Americii, Adel al-Jubeir, ceea ce prevedea, de asemenea, planuri de bombardare a ambasadelor israeliene și saudite situate în Washington, DC . 

### America de Sud
S-a raportat că Iranul și-a crescut prezența în America Latină prin Venezuela . Nu se știe public care sunt obiectivele lor în regiune, dar în 2009, secretarul Apărării, Robert Gates, a denunțat Iranul că s-a implicat în „activități subversive” folosind Forțele Quds. Cu toate acestea, Iranul susține că este doar „asigurarea supraviețuirii regimului” prin propagarea influenței regionale. 

### Irak
Forța Quds a fost descrisă ca „unitatea iraniană desfășurată pentru a contesta prezența Statelor Unite” în Irak în urma invaziei SUA din 2003 a acestei țări, care a pus „165.000 de soldați americani de-a lungul graniței de vest a Iranului”, adăugându-se trupelor americane aflate deja în vecinul estic al Iranului, Afganistan. 
Forța „a funcționat în toată Irakul, înarmând, ajutând și încurajând milițiile șiite ” adică Consiliul Suprem pentru Revoluția Islamică din Irak, Dawa și Armata Mahdi -  care „toate” aveau legături strânse cu Iranul, unele datând de zeci de ani ”ca parte a luptei lor împotriva regimului naționalist arab al lui Saddam Hussein. 
În noiembrie 2006, odată cu creșterea violenței sectare în Irak, generalul american John Abizaid a acuzat Forța Quds că a sprijinit „echipele șiite ale morții” chiar în timp ce guvernul Iranului sprijinea stabilizarea. În mod similar, în iulie 2007, generalul maior Kevin Bergner a susținut că membrii Forței Quds au ajutat la planificarea unei incursiuni asupra forțelor SUA    în orașul irakian Karbala în ianuarie 2007. 
Fostul ofițer CIA Robert Baer afirmă că Forța Quds folosește curieri pentru toate comunicațiile sensibile. 

#### Detenție 2006 în Irak
La 24 decembrie 2006, The New York Times a raportat că cel puțin patru iranieni au fost prinși de trupele americane din Irak în ultimele zile. Conform articolului, SUA   guvernul bănuia că doi dintre ei erau membri ai Forței Quds, care ar fi o parte din prima dovadă fizică a activității Forței Quds din Irak. Potrivit Pentagonului, presupușii membri ai Forței Quds au fost „implicați în transferul tehnologiilor IED din Iran în Irak”. Cei doi bărbați au intrat în Irak în mod legal, deși nu erau diplomați acreditați. Oficialii irakieni au crezut că dovezile împotriva bărbaților au fost doar circumstanțiale, însă, la 29 decembrie, și sub presiunea SUA, guvernul irakian a ordonat bărbaților respectivi să părăsească Irakul. Au fost duși înapoi în Iran în aceași zi. La jumătatea lunii ianuarie 2007, s-a spus că cei doi presupuși ofițeri ai Forței Quds prinși de forțele americane erau Brig. Gen. Mohsen Chizari și col. Abu Amad Davari. Potrivit The Washington Post  Chizari este cel de-al treilea înalt ofițer al Forței Quds, ceea ce îl face cel mai bine clasat iranian care ar fi deținut vreodată de Statele Unite. 

#### Lupta împotriva Statului Islamic

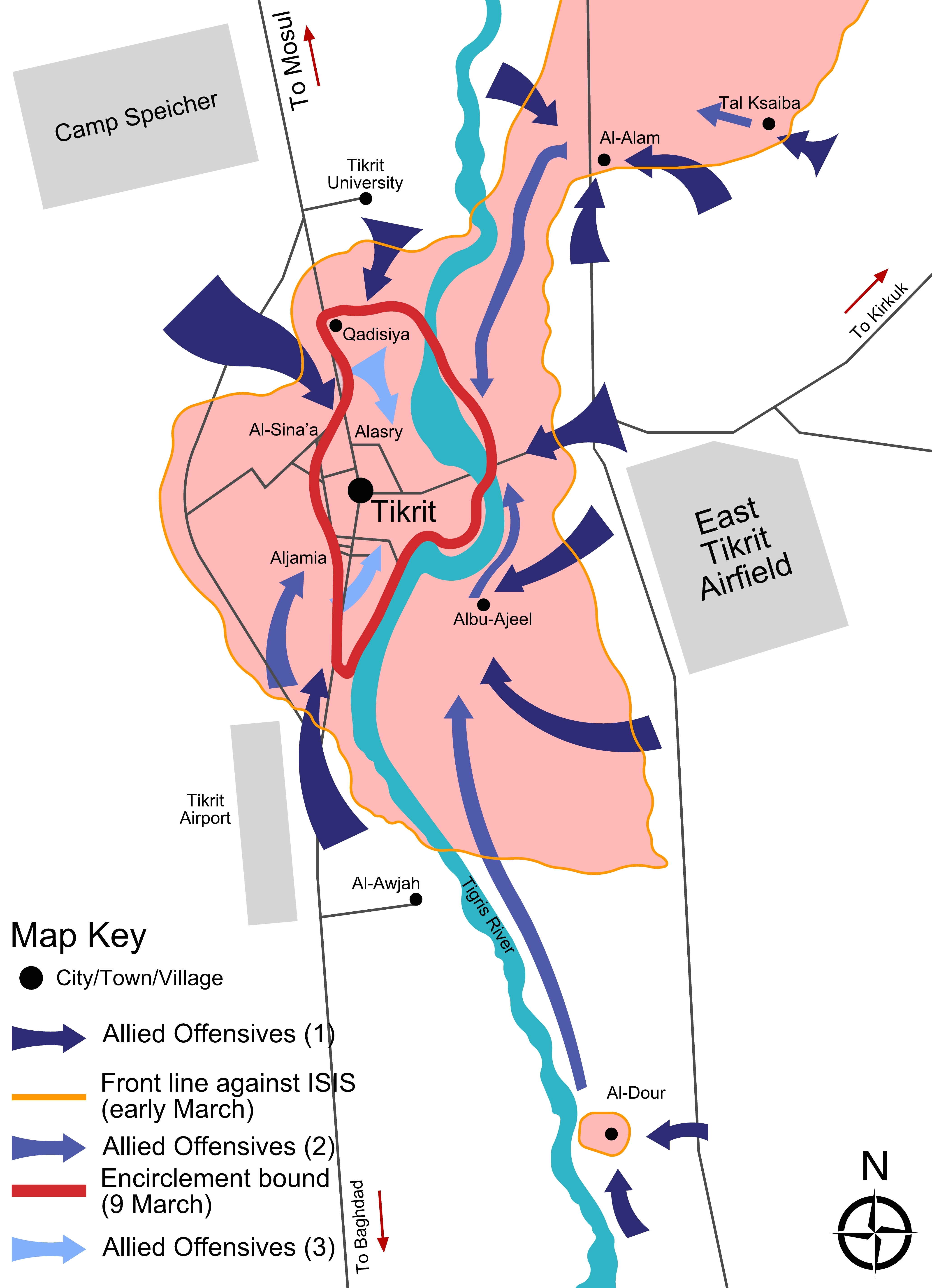
Liderul forței Quds, generalul Qasem Soleimani, a fost implicat atât în planificarea cât și în executarea operațiunii de expulzare a ISIS din Tikrit.

În 2014, Forța Quds a fost dislocată în Irak pentru a conduce acțiunea iraniană împotriva ISIL. Iranul a trimis trei batalioane Quds pentru a ajuta guvernul irakian să respingă ofensiva ISIS din nordul Irakului în 2014. Peste 40 de ofițeri au participat la cea de-a doua bătălie de la Tikrit, inclusiv liderul forței, gen. Qasem Soleimani, care a jucat un rol principal în operațiune. 

#### 2020 atac de rachetă asupra Qasem Soleimani din Irak
La 3 ianuarie 2020, un atac de rachetă aprobat de președintele Statelor Unite, Donald Trump, pe aeroportul din Bagdad, l-a ucis pe generalul Qasem Soleimani, șeful de atunci al forței Quds. 

### Siria
Comandantul IRGC Jafari a anunțat la 16 septembrie 2012 că Forța Quds „era prezentă” în Siria. 
Coincizând cu Conferința de la Geneva a II-a despre Siria din 2014, Iranul și-a sporit prezența în Siria cu câteva „sute” de specialiști militari, inclusiv înalți comandanți ai Forței Quds, potrivit unor surse iraniene și experți în securitate. În timp ce recentul retrasul comandant principal al IRGC a spus că există cel puțin 60 - 70 de comandanți ai forței Quds pe teren în Siria. Rolul principal al acestor forțe este să adune informații și să gestioneze logistica bătăliei pentru guvernul sirian. 
În noiembrie 2015, Forța Quds a desfășurat o misiune de salvare cu succes a unui pilot de bombardier rus, care a fost doborât de un avion de luptă turc. Comandantul forței Quds, generalul major Qasem Soleimani, a luat legătura cu omologii săi ruși și a spus că s-a format o unitate specială și este pregătit pentru operațiunea de salvare. El a explicat, de asemenea, că echipa este formată din bărbați din „Hezbollah” libanez și soldați din Forțele Speciale Siriene, care au fost instruiți special sub îndrumarea instructorilor iranieni. În afară de acest fapt, soldații sirieni erau familiarizați cu terenul. Comanda generală asumată a operațiunii la sol și aeronavele ruse au trebuit să efectueze acoperirea aeriană și să permită supravegherea prin satelit. Odată ce locația pilotului rus a fost determinată prin satelit prin dispozitivul GPS încorporat, a devenit clar că pilotul era situat la șase kilometri în spatele liniei frontale a forțelor de opoziție. Echipa specială care a intrat pe teritoriul controlat de rebeli nu numai că a reușit să-l salveze pe pilotul rus, ci și să ucidă toți rebelii rămași acolo. Toți cei 24 de luptători nu numai că au supraviețuit, dar au revenit și la baza lor fără răni. 
În mai 2018, forțele Quds din partea țării siriene a Golan Heights ar fi tras în jur de 20 de proiectile către pozițiile armatei israeliene, fără a provoca pagube sau victime. Israel a răspuns cu atacuri aeriene împotriva bazelor iraniene din Siria. Cel puțin douăzeci și trei de luptători, dintre care 18 străini, au fost uciși de aceste atacuri. 
În ianuarie 2019, Forțele de Apărare din Israel au confirmat că au efectuat lovituri aeriene împotriva țintelor militare iraniene în Siria câteva ore după ce o rachetă a fost interceptată pe Înălțimile Golanului. Armata israeliană a afirmat într-o declarație că pozițiile Forței Quds au fost vizate și includeau un avertisment pentru militarii sirieni împotriva „încercării de a dăuna forțelor sau teritoriului israelian”. 

### Germania
În ianuarie 2018, autoritățile germane au efectuat razii în Baden-Württemberg, Renania de Nord-Westfalia, Bavaria și Berlin, percheziționând locuințe și afaceri aparținând a zece presupuși membri ai forței Quds iraniene, suspectați că ar spiona ținte israeliene și evreiești. 

## Desemnarea ca organizație teroristă
Departamentul Trezoreriei Statelor Unite a desemnat forța Quds în temeiul Ordinului executiv 13224 pentru furnizarea de sprijin material organizațiilor teroriste împotriva SUA la 25 octombrie 2007, interzicerea tranzacțiilor între grupul respectiv și cetățenii americani și înghețarea oricăror active sub jurisdicția SUA. Guvernul Canadei a desemnat Forța Quds ca organizație teroristă la 17 decembrie 2012. Niminalizările făcute de Egipt includeau organizația Forța Quds. 
La 23 octombrie 2018, regatele Arabiei Saudite și Bahrain, ambele implicate în intervenția condusă de Arabia Saudită în Yemen împotriva membrilor huti susținuți de forța Quds, au desemnat IRGC drept organizație teroristă. Desemnarea l-a inclus și pe fostul lider Qasem Soleimani. 
În aprilie 2019, SUA au luat decizia de a desemna Corpul Gărzii Revoluționare Islamice (IRGC), o armată străină, ca organizație teroristă străină în baza statutului de imigrație și a campaniei lor de presiune maximă. . 